# Jakob Bjerregaard Engmann
Jakob Bjerregaard Engmann (født 15. marts 1978) er en dansk skuespiller, instruktør og teaterchef.
Engmann er uddannet fra Statens Teaterskole i 2006. I 2008/2009 var han tilknyttet Teater Momentum, og fra 2009-2011 ansat i ensemblet på Aalborg Teater samt som kunstnerisk leder af den eksperimenterende satellitscene Transformator, der under hans ledelse i 2010 modtog Nordjyske Kulturpris på 100.000 kroner.
Af andre priser modtog han i 2011 Skuespillerinde Agnes Rehnis Hæderslegat, i 2014 Den Fynske Kulturpris på vegne af forestillingen Statsministeren og senest, i 2015, Svendborg Kommunes Kulturpris for sit engagement i og for den sydfynske kultur og kunstneriske udvikling. 
Siden september 2012 har Jakob Engmann været ansat som teaterchef for BaggårdTeatret – Svendborgs Egnsteater.

## Filmografi
- Headhunter (2009)

### Tv-serier
- Krøniken (2003-2006)
- 2900 Happiness (2007)
- Forbrydelsen 2 (2009)
- Livvagterne (2010)